# Alexandr Serov
Alexandr Nikolajevič Serov (23. ledna 1820 – 1. února 1871) byl ruský hudební skladatel a hudební kritik. Byl jedním z nejvýznamnějších hudebních kritiků v Rusku 50. a 60. let 19. století a nejvýznamnějším ruským skladatelem v období mezi Rusalkou Dargomyžského a díly Rimského-Korsakova, Musorgského a Čajkovského. Alexandr Serov byl otcem ruského umělce Valentina Serova.

## Život
Alexandr Serov se narodil v Petrohradě jako syn úředníka ministerstva financí Nikolaje Ivanoviče Serova. Serovův dědeček z matčiny strany, Carl Ludwig Hablitz, byl přírodovědec německo-židovského původu, který se narodil v Královci a v dětství se přestěhoval do Ruska, kde jeho otec nastoupil jako inspektor tiskového oddělení Moskevské univerzity. V Rusku se Hablitz stal členem Ruské akademie věd a získal i další vysoké oficiální funkce. Serovův otec Nikolaj chtěl, aby se syn stal také právníkem a nechal ho zapsat se na práva. Serov se však více zajímal o hudbu a stal se přítelem dalšího studenta právnické fakulty Vladimíra Stasova, který se pak stal slavným kritikem umění.
Serov ukončil studium v roce 1840 a začal pracovat jako právník ve státních službách v Petrohradě a v Simferopolu, hlavním městě Krymu. Nakonec zvítězil jeho zájem o hudbu a v roce 1850 opustil práci a začal skládat hudbu a psát o ní. Pořádal také přednášky o hudbě, i když ani jedna z těchto aktivit nebyla příliš výnosná. V roce 1863 se Alexandr Serov oženil se svou studentkou Valentinou Serovou rozenou Bergmanovou, která se také stala hudební skladatelkou. V roce 1865 se jim narodil syn Valentin Serov (19. ledna 1865 – 5. prosince 1911), později významný malíř.
V roce 1871 Alexander Serov nečekaně zemřel na infarkt. Jeho vdova dokončila jeho poslední operu a propagovala jeho odkaz.
Jako hudební skladatel je Serov nejvíce významný svými operami. Jeho první opera, Judita, byla poprvé uvedena v roce 1863. Ačkoli Serovovy opery Judith a Rogneda byly ve své době celkem úspěšné, žádná z nich se dnes neprovádí. V roce 1991 natočil orchestr a sbor Velkého divadla s dirigentem Andrejem Čisťakovem nahrávku Judity (s několika vynechávkami).